# Carpoapseudes austroafricanus
Carpoapseudes austroafricanus är en kräftdjursart som först beskrevs av Barnard 1940.  Carpoapseudes austroafricanus ingår i släktet Carpoapseudes och familjen Apseudidae. Inga underarter finns listade i Catalogue of Life.